# Sherman Hamilton
Pour les articles homonymes, voir Hamilton.
Sherman Hamilton, né le 23 avril 1972 à Toronto, au Canada, est un joueur canadien de basket-ball, évoluant au poste de meneur.

## Palmarès
- Finaliste du championnat des Amériques 1999
- 3e du championnat des Amériques 2001